# Bruce Chatwin
Charles Bruce Chatwin (13. května 1940 Sheffield – 18. ledna 1989 Nice) byl anglický spisovatel, který proslul zejména jako autor cestopisů.
Nedokončil studia archeologie, poté pracoval pro aukční síň Sotheby's. Pak se živil jako novinář, psal pro Sunday Times, kam připravil rozhovory mj. s Indirou Gándhíovou či spisovatelem André Malrauxem. Hlavně ale začal psát novinové reportáže ze zahraničí. Zlom v jeho životě znamenal úspěch jeho prvního knižního cestopisu In Patagonia z roku 1977. Ten mu umožnil se dále věnovat výhradně cestování a psaní knih. Napsal pak několik dalších cestopisů, úspěšný byl zejména ten z Austrálie nazvaný Cesty písní (1987). Jeho dílům je často připisováno obnovení zájmu o cestopisný žánr v literatuře. Pokoušel se ale i o klasickou beletrii, z této části jeho díla zaujal zvláště román Utz (1988), který byl nominován na Bookerovu cenu. Zajímavostí je, že děj tohoto románu se odehrává v Československu. Inspirací autorovi byla návštěva Prahy roku 1967 a setkání s místním sběratelem umění Konrádem Justem.
Byl homosexuálem a zemřel na AIDS, byť o tomto svém onemocnění, stejně jako o své orientaci, odmítal hovořit, což vedlo posléze ke kritice některých LGBT organizací. Před smrtí konvertoval k řecké pravoslavné církvi a pokoušel se svou nemoc zázračně vyléčit návštěvou hory Athos.
V roce 2008 britský deník The Times zařadil Chatwina na 46. místo v seznamu „50 největších britských spisovatelů od roku 1945“. V roce 2019 připravila BBC dokumentární film Nomad: In the Footsteps of Bruce Chatwin, který režíroval německý režisér Werner Herzog.

### Česky vyšlo (první vydání)
- Utz, Praha, Argo a Panda 1994 (překlad Rudolf Chalupský)
- Znovu v Patagonii, Olomouc, Votobia 1998
- Cesty písní, Praha, Dauphin 2000 (překlad Andrea Mustafá-Hamouzová)